# Rio Solto
O rio Solto é um curso de água que banha o estado da Paraíba, no Brasil.